# Samuel Mosberg
Samuel A. "Sammy" Mosberg (Nova York, 14 de juny de 1896 - Brooklyn, Nova York, 30 d'agost de 1967) va ser un boxejador estatunidenc que va començar a competir en els anys previs a la Primera Guerra Mundial.
El 1920 va prendre part en els Jocs Olímpics d'Anvers, on guanyà la medalla d'or de la categoria del pes lleuger, del programa de boxa.
En acabar els Jocs passà a lluitar com a professional, on disputà 57 combats fins a 1923. Mosberg, que era jueu, va entrenar l'equip dels Estats Units als Jocs Macabeus de 1953. Mosberg fou inclòs a l'International Jewish Sports Hall of Fame ej 1985.